# 티알프

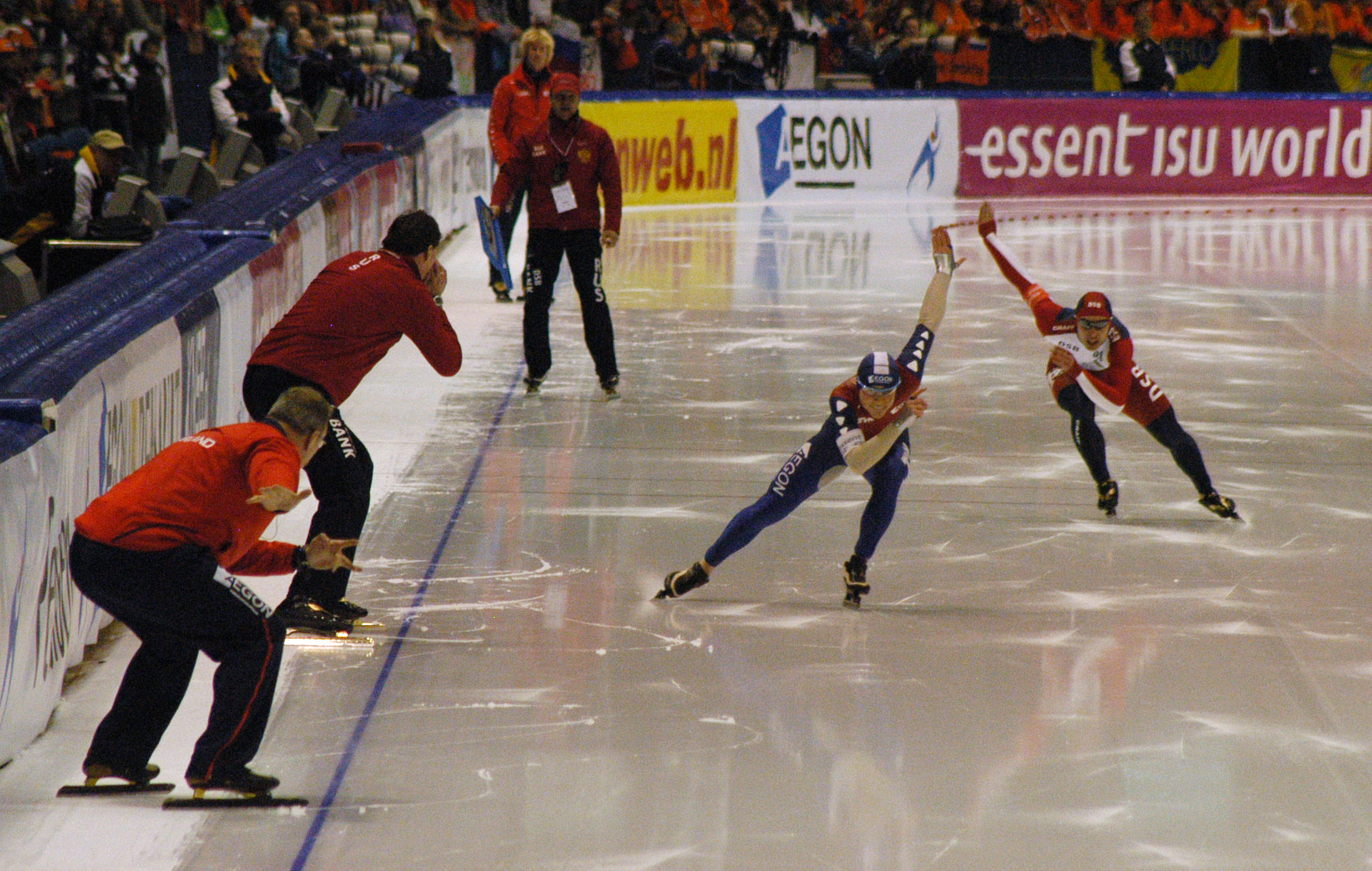
스피드 스케이팅 선수와 코치

티알프(Thialf)는 네덜란드 헤이렌베인에 있는 아이스 링크이다. 이 시설은 스피드 스케이팅, 쇼트 트랙 스피드 스케이팅, 피겨 스케이팅, 아이스하키 경기장으로 쓰인다. 실외 경기장은 1967년에, 실내 경기장은 1986년에 개장되었다.